# Línea Azul (Tren Ligero de Dallas)
La Línea Azul (en inglés: Blue Line) es una línea de ferrocarril del Tren Ligero de Dallas. La línea opera entre las estaciones Downtown Rowlett y UNT Dallas.

## Estaciones
| Estación            | Otras líneas | Apertura              | Notas                                                                |
| ------------------- | ------------ | --------------------- | -------------------------------------------------------------------- |
| Downtown Rowlett    |              | 2012                  | Terminal norte                                                       |
| Downtown Garland    |              | 2002                  |                                                                      |
| Forest/Jupiter      |              | 2002                  |                                                                      |
| LBJ/Skillman        |              | 2002                  |                                                                      |
| Lake Highlands      |              | 2010                  |                                                                      |
| White Rock          |              | 2001                  |                                                                      |
| Mockingbird         |              | 1997                  | Transferencia norte de las líneas Roja y Naranja                     |
| Cityplace/Uptown    |              | 2000                  | Transferencia a la Línea M                                           |
| Pearl/Arts District |              | 1996                  | Transferencia Este de la línea Verde                                 |
| St. Paul            |              | 1996                  | Transferencia a la Línea M (una cuadra al norte)                     |
| Akard               |              | 1996                  |                                                                      |
| West End            |              | 1996                  | Transferencia Oeste de las líneas Naranja y Verde                    |
| Union Station       |              | 1996                  | Transferencia al Tranvía de Dallas, Trinity Railway Express y Amtrak |
| Convention Center   |              | 1996                  |                                                                      |
| Cedars              |              | 1996                  |                                                                      |
| 8th & Corinth       |              | 1996                  | Transferencia Sur de la línea Roja                                   |
| Morrell             |              | 1996                  |                                                                      |
| Illinois            |              | 1996                  |                                                                      |
| Kiest               |              | 1997                  |                                                                      |
| VA Medical Center   |              | 1997                  |                                                                      |
| Ledbetter           |              | 1997                  |                                                                      |
| Camp Wisdom         |              | 24 de octubre de 2016 |                                                                      |
| UNT Dallas          |              | 24 de octubre de 2016 | Terminal sur                                                         |

### Servicio de eventos especiales
- Deep Ellum (También servida por la línea Verde y la línea Naranja)
- Baylor University Medical Center (También servida por la línea Azul y la línea Naranja)
- Fair Park (También servida por la línea Verde y la línea Naranja)
- Victory (También servida por la línea Verde, línea Azul y la línea Naranja)

### Extensión South Oak Cliff
En octubre de 2014, se inició la construcción de una extensión de 2.6 al sur desde la estación Ledbetter a University of North Texas at Dallas, agregando dos nuevas estaciones a la línea: Camp Wisdom y UNT Dallas. La extensión abriría el 24 de octubre de 2016.